# Theopompos (Sparta)
Theopompos (altgriechisch Θεόπομπος Theópompos = der Gottgesandte) war ein König des antiken Sparta aus dem Haus der Eurypontiden. Er ist der früheste Herrscher aus diesem Königshaus, der als historisch gesichert gilt. Während des ersten Messenischen Kriegs soll er meist die Spartaner angeführt haben.

## Überlieferung

### Vorkriegszeit
Er war der Sohn des spartanischen Königs Nikandros, dem er auf den Thron folgte. Er heiratete Cheilonis, die Tochter des Kleadas und zeugte nach Herodot mit ihr den Anaxandrides und nach Pausanias den Archidamos. Er soll das spartanische Ephorat, dass aus fünf Ephoren bestand, eingeführt haben. Seine Frau fragte ihn warum er die Königsmacht beschneiden und ein Teil der Macht an die Ephoren abtreten würde. Er sollte doch die Macht, die er ererbt hatte, auch an seine Nachkommen weitergeben. Theopompos antwortete, dass er nur so den Weiterbestand des Königtums gewährleisten könne. Der erste vorsitzende Ephoros soll Elatus gewesen sein. Plutarch sagte, dass 130 Jahre nach der Einführung der Verfassung durch Lykurg, Theopompos zusammen mit seinem Mitkönig Polydoros mit der Einführung der Ephoren das Volk entmachtete. Ähnlich äußerte sich auch Platon. Nach Hieronymus soll das im 3. Jahr der 5. Olympiade (758/7 v. Chr.) erfolgt sein. Georgios Synkellos, der den Apollodoros zitiert, sagte, dass Lykurg bereits während des 18. Regierungsjahr des Alkamenes den ersten Ephor einsetzte. Wenn dies zutrifft, dann hätte Theopompos zumindest das Amt der Ephoren bedeutend aufgewertet.

### Erster Messenischer Krieg
Der Messenier Polychares, der Olympiasieger bei den 4. Olympischen Spielen (764 v. Chr.), gab seine Rinder in die Obhut des Spartaners Euaiphnos. Dieser verkaufte jedoch seine Rinder und ermordete später noch seinen Sohn. Polychares zog vor die spartanischen Könige und Ephoren und verlangte die Auslieferung des Euaiphnos. Als man ihm dies verwehrte tötete Polychares aus Wut jeden Lakedaimonier, dem er begegneten. Nun verlangten die Spartaner die Auslieferung des Polychares. Da die Messenier diesem Verlangen nicht nachkamen, nahmen die Spartaner diesen Umstand als Grund, um gegen Messenien in den Krieg zu ziehen. Als weiteren Grund gab man die Ermordung des spartanischen Königs Teleklos und die angebliche Übervorteilung der Brüder Eurysthenes und Prokles durch Kresphontes bei der Landverteilung an, die jedoch schon 7 Generationen zurücklag. Die Messenier entgegneten hierauf, dass die Brüder untereinander freundlich gesinnt waren, weshalb sie auch Aipytos bei der Rückeroberung seiner Ländereien halfen. Zu Teleklos sagten sie dass dieser zuerst Messenier beim Heiligtum angegriffen hätte und deshalb später getötet wurde. Und Polychares hätten sie nicht ausgeliefert, weil die Spartaner zunächst auch Euaiphnos nicht ausgeliefert hätten. Zur Schlichtung waren die Messenier bereit sich vor der Amphiktyonie der Argiver oder beim Areopag in Athen zu verantworten. Die Spartaner hätten aber aus Habgier den Krieg bevorzugt.
Dem Boten, der Messeniens Angebot zur Schlichtung überbrachte, schickte man ohne Antwort zurück. Stattdessen begann man heimlich mit der Rüstung des Heeres. Im 2. Jahr der 9. Olympiade (743/2 v. Chr.) eroberte König Alkamenes ohne Vorwarnung oder Kriegserklärung die Grenzstadt Ampheia. In den folgenden Jahren raubten die Spartaner Rinder und Getreide. Da sie bei der Belagerung von Städten Verluste erlitten ohne diese zu erobern, zog man sich zurück. Die Messenier revanchierten sich mit Einfällen an den Küsten Spartas.
Im 4. Jahr nach der Eroberung Ampheias (739/8 v. Chr.) kam es zum Kampf in einer Schlucht. Die Anführer der Spartaner waren Alkamenes und Theopompos und bei den Messeniern Antiochos und Androkles, die Söhne des Phintas. Die Messenier konnten die bessere strategische Position nicht ausnutzen und so endete die Schlacht unentschieden.
Im darauffolgenden Jahr (738/7 v. Chr.) kam es erneut zum Kampf. Da Alkamenes bereits gestorben war, beteiligte sich sein Sohn und Nachfolger Polydoros an der Schlacht und befehligte den linken Flügel. Theopompos führte den rechten Flügel und Euryleon die Mitte. Theopompos gegenüber standen die beiden messenischen Feldherren Antandros und Euphaes, Polydoros gegenüber von Pytharatos und Euryleon gegenüber von Kleonnis. Das spartanische Heer war zahlreicher, erfahrener und besser ausgebildet als das messenische. Neben den Periöken kämpften dryopische Asinaier und ein Söldnerheer kretischer Bogenschützen an ihrer Seite. Die Messenier verfügten neben Schwerbewaffneten nur noch über ein Kontingent Leichtbewaffneter. Bevor es zum Kampf kam, erinnerte Theopompos die Spartaner an ihren Schwur gegen die Messenier und dass sie eine größere Heldentat vollbringen würden als ihre Väter, die die Perioiken unterwarfen und ihr Land eroberten. Auf der anderen Seite wies Euphaes darauf hin, dass es nicht nur um ihr Land und Besitz ginge, sondern auch um die Freiheit der Familie, der Heiligtümer und der Städte. Zu Beginn der Schlacht stürmte Theopompos auf Euphaes zu. Dieser war jedoch von 12 ausgewählten Kämpfern umgeben, die die Spartaner zurückschlugen und Theopompos musste zurückweichen. Auf der anderen Seite wurde Pytharatos getötet und Polydoros konnte die Messenier zurückdrängen. In der Mitte konnte keine Seite die Überhand gewinnen. Die einsetzende Nacht setzte dem Kampf ein Ende und am nächsten Tag begnügte man sich damit die Gefallenen zu bergen und zu begraben.
Die Messenier gaben die kleineren Städte auf und zogen sich auf Ithomi, das sie weiter befestigten, zurück. Viele Sklaven liefen zu den Spartanern über. Im folgenden Jahr (737/6 v. Chr.) kam es zum nächsten Kampf. Auch diesmal stand Euphaes Theopompos gegenüber. Euphaes wurde jedoch schwer verwundet und die Spartaner versuchten seinen Körper auf ihre Seite zu ziehen. Die Messenier setzten alles daran dies zu verhindern, was ihnen auch gelang. Hierbei fiel jedoch ihr Heerführer Antandros. Wieder konnte keine Seite den Sieg erringen. Euphaes erlag wenige Tage später seinen Verletzungen und so wurde Aristodemos zu seinem Nachfolger bestimmt.
In den folgenden Jahren begnügte man sich mit gegenseitige Einfälle zur Erntezeit bis es im 5. Regierungsjahr des Aristodemos (733/2 v. Chr.) zur nächsten Schlacht kam. Auf der Seite Messeniens kämpfte die gesamte Streitmacht der Arkadier und einige Kämpfer aus Argos und Sikyon. Die Spartaner wurden durch Korinthier unterstützt. In dieser Schlacht siegten die Messenier und die Spartaner erlitten herbe Verluste und mussten sich zurückziehen. Laut Myron von Priene soll in dieser Schlacht Theopompos durch Aristomenes’ Hand gefallen sein. Dieser Schilderung widersprach jedoch Pausanias entschieden, da Tyrtaios die Eroberung Ithomes durch Theopompos besang. Plutarch berichtete, dass Theopompos nach spartanischer Version von Alkamenes nur verwundet wurde. Da die Spartaner ratlos waren fragten sie das Orakel von Delphi um Hilfe und erhielten folgende Antwort:
```
Phoibos
 befiehlt, nicht blos mit der Hand den Krieg zu betreiben,
sondern durch List besitzt das Volk die messenischen Lande,
eben die Kunst, mit der man es begonnen, wird es erobern.
[
24
]
```

Aus diesem Grund taten die Spartaner so als hätten sie 100 Kämpfer verbannt. Diese kamen als Überläufer nach Ithome. Aristodemos erkannte jedoch die List und wies sie ab. Als Nächstes versuchte man die mit Messenien verbündete Arkader zum Abfall zu bringen, doch auch dies misslang. Unterdessen schickten die Messenier Gesandte nach Delphi. Sie erhielten ein Orakel, das sie nicht verstanden:
```
Ruhm im Kriege gewährt dir der Gott, nur sorge,
daß täuschend feindliche Hinterlist nicht obsiege, von Sparta dir nahend.
Ihre tüchtigen Waffen wird 
Ares
 selber dann tragen,
deiner Mauer Kranz wird den Feind als Bewohner umfassen
wenn das Geschick die zwei aus der dunkeln Umhüllung hervorruft.
Aber der heilige Tag wird eher das Ende nicht schauen
bis umkehrt, was sein Wesen versuchte, zu seinem Geschicke.
[
25
]
```

Im zwanzigsten Kriegsjahr fragten die Messenier erneut das Orakel um Rat und erhielten folgende Antwort:
```
Wer 
Dreifüße
 zuerst an des 
Zeus
 Altar in Ithome
stellet im Kreis umher, an der Anzahl zehn mal zehn,
dem gibt Gott mit dem Ruhme des Kriegs die messenischen Fluren.
Also winket Zeus, doch List nur gewähret dir Vorteil.
Dieser folgt die Rache, nicht glaube zu täuschen die Gottheit,
tue wie es will das Geschick, Unheil trifft andere vor anderen.
[
26
]
```

Sie glaubten, dass sie dies leicht umsetzen könnten und ließen 100 Dreifüße aus Holz fertigen. Der Spruch wurde auch in Sparta bekannt, man hatte jedoch keine Idee wie man davon profitieren könnte. Der Spartaner Oibalos fertigte 100 Dreifüße aus Ton her steckte sie in Säcke. Er begab sich nach Messene mischte sich unter eine Gruppe messenischer Landbewohner und konnte so unbemerkt Ithome betreten. In der Nacht stellte er die Dreifüße am Altar des Zeus Ithomatas auf und kehrte nach Sparta zurück. Beim Anblick der 100 Dreifüße am nächsten Morgen erschraken die Messenier.
Nachdem Aristodemos 6 Jahre und wenige Monate regiert hatte (733/2 v. Chr.) nahm er sich am Grab seiner Tochter das Leben. Man wählte keinen neuen König mehr, sondern machte Damis zum messenischen Feldherren. Die Spartaner belagerten Ithome, dass am Jahresende nach zwanzig Jahren Krieg schließlich erobert werden konnte. Der Fall soll im ersten Jahr der 14. Olympiade (724/3 v. Chr.), als Hippomenes, der Archon von Athen sein viertes Regierungsjahr vollendet hatte, stattgefunden haben.

### Nachkriegszeit
Nach dem Messenischen Krieg kam es zum Krieg mit Argos um die Thyreatis. Theopompos nahm aus Altersgründen und Trauer nicht an den Kampfhandlungen persönlich teil. Einst wurde Theopompos von den Arkandern gefangen genommen und in Tegea inhaftiert. Seine Frau kam ihn besuchen und tauschte mit ihm die Kleidung. So konnte er entfliehen und kam nach Pheneos, wo gerade eine Prozession stattfand. Er nahm die Priesterin der Artemis als Geisel und tauschte sie gegen seine Frau aus.
Nach Diodor, der Apollodor als Grundlage verwendete, regierte er 47 Jahre. Er fand in Sparta gegenüber dem Tempel des Lykurgos seine letzte Ruhestätte. Nach Pausanias war sein Sohn Archidamos bereits gestorben, weshalb sein Enkel Zeuxidamos die Herrschaft übernahm. Herodot lässt sein Sohn Anaxandrides in der Königsliste folgen.

## Historizität
Man geht heute davon aus, dass Theopompos tatsächlich in Sparta regierte und im ersten messenischen Krieg kämpfte. Als Hauptzeuge hierfür wird Theopompos' Erwähnung bei Tyrtaios, der von sich selbst sagte, dass er zwei Generationen nach dem Krieg lebte, angeführt:
```
Unserem hohen Gebieter, dem Götterfreund Theopompos,
der uns Messene gewann, dieses geräumige Land
[
35
]
```

```
Neunzehn Jahre hindurch währte der Kampf um die Stadt,
unablässig und stets mit ungebrochenem Mute
lagen die Väter vordem unserer Väter im Krieg
[
36
]
```

Wann Theopompos lebte ist nicht genau zu ermitteln. Diese Frage ist aber eng mit der zeitlichen Ansetzung des ersten messenischen Krieges und der Lebenszeit des Tyrtaios verbunden. Tyrtaios wird allgemein in die zweite Hälfte des 7. Jahrhunderts v. Chr. datiert. Bei der Datierung des ersten messenischen Kriegs folgte man früher mit 743/2 bis 724/3 v. Chr. den Angaben Pausanias und nahm für Theopompos auch die von Eusebius von Caesarea veranschlagten 47 Jahre Regierungszeit an. So nahm zum Beispiel Hans Volkmann eine Regierungszeit von 770/69 bis 723/2 v. Chr. an. Heute wird der Krieg etwa 20 bis 40 Jahr später datiert. Der Archäologe John Nicolas Coldstream datierte den Krieg nach archäologischen Funden. So soll die Stadt Asine noch vor dem Ende des Kriegs zerstört worden sein. Die Zerstörung datierte er auf etwa 710 v. Chr. Die Gründung von Taras, die kurz nach dem Krieg erfolgt sein soll wurde von Hieronymus je nach Handschrift zwischen 709 und 705 v. Chr. datiert. Laut Coldstream steht diese Datierung in Einklang mit den dort aufgefundenen frühesten griechischen Keramikfunden. Aus diesen Daten folgerte er, dass der Krieg etwa von 730 bis 710 v. Chr. dauerte. Die angenommenen Regierungszeiten reichen zum Beispiel von 730–700 v. Chr., 720–675 v. Chr. oder 705–675 v. Chr.

## Zitate von und über Theopompos
- Als Theopompos eine hohe Befestigungsmauer einer Stadt sah. Sagte er, dass diese keiner Frauen bedarf.[41] Hiermit wollte er ausdrücken, dass Befestigungen etwas für Frauen seien, da Sparta unbefestigt war. Diese Mauern waren jedoch so hoch, das sie noch nicht einmal Frauen zur Verteidigung benötigten.
- Auf die Frage, wie man am besten seine Herrschaft sichern könne, sagte er, dass man seinen Freunden möglichst viele Freiheit lässt und die Untergebenen vor Beleidigungen schützt.
- Als ein Fremder sagte, dass er von Mitbürgern ein Spartanerfreund genannt wurde, soll Theopompos geantwortet haben, dass es besser wäre, wenn er Bürgerfreund genannt würde.
- Ein Gesandter sagte, dass er nach Sparta entsandt wurde, weil er als einziger wie ein Spartaner lebte. Auf die Frage, welche Lebensweise die bessere sei, antwortete er, die, die er führt. Theopompos sagte dazu, wie denn ein Staat bestehen können, wenn nur einer rechtschaffen wäre.
- Auf die Feststellung, dass Sparta wegen der Regierung der Könige Bestand hatte, stellte er klar, dass Sparta durch den Gehorsam der Untertanen bestehe.
- Wegen eine übermäßigen Ehrung durch die Pylier sagte er, dass eine angemessene Ehrung mit der Zeit vergrößert, aber eine übermäßige schmälert.[42]

- Weil Alkamenes und Theopompos ein Orakel erhielten, dass besagte, dass Sparta an Geldgier dereinst untergehen werde, sollen sie die Einfuhr von Geld unter Todesstrafe gestellt haben.[43]

| Vorgänger | Amt                                | Nachfolger                      |
| --------- | ---------------------------------- | ------------------------------- |
| Nikandros | König von Sparta ~ 720–675 v. Chr. | Anaxandridas I. oder Zeuxidamos |